# Shin Aomori
Shin Aomori (jap. 青森 伸 Aomori Shin), właściwie Kazuo Ichinohe (jap. 一戸和男 Ichinohe Kazuo; ur. 20 października 1941 w prefekturze Aomori) – japoński seiyū, związany z agencją Aoni Production.

## Filmografia
Najważniejsze role zostały pogrubione.

### Seriale anime
- W Królestwie Kalendarza, 1981
- Alicja w Krainie Czarów, Kapitan Wrona, 1983
- Starzan, Hachiro, 1984
- Dookoła świata z Willym Foggiem, 1987
- Dagon, Goji, 1988
- Sally czarodziejka, Abako, 1989
- Kidō Butōden G Gundam, Karato, 1994
- Dragon Ball Z, Kibito, shin ryū, 1994
- Przygody Hucka, ojciec, 1994
- Kidō Shinseiki Gundam X, Fixx Bloodman, 1996
- Zorro, Diasu, 1996
- Dragon Ball GT, ojciec Bisshu, 1996
- Dr. Slump, ojciec Chibiru, 1997
- Fullmetal Alchemist, Basque Grand; doktor (odc. 3), 2003
- Samurai Champloo, Kogorō, 2004
- Nodame Cantabile, Miyoshi Seiichirō, 2007
- Allison & Lillia, Erubā, 2008
- Golgo 13, Kuromaku, 2008
- Fullmetal Alchemist: Brotherhood, Basque Grand, 2009
- Mistrzowie kaijudo, Katsuzō Kirifuda, 2011

### Zagraniczne seriale animowane
- Scooby Doo, 1969
- Przygody Kubusia Puchatka, narrator, 1977
- Pradawny ląd, narrator, 1988
- Simpsonowie, Seymour Skinner, Julius Hibbert, 1989
- Niezwykła przygoda Kubusia Puchatka, narrator, 1997
- Tygrys i przyjaciele, narrator, 2000
- Aladyn, Omar, Amar, 1992
- Batman, 1992
- Prawdziwe potwory, Guronburu (Grombuła), 1994
- Amerykańskie opowieści Fiewela, Papa Myszkiewicz, 1995
- Uciekające kurczaki, Nick, 2000
- Kim Kolwiek, Drew Theodore P. Lipsky/ Dr. Drakken, 2002
- Simpsonowie: Wersja kinowa, Seymour Skinner, Julius Hibbert, 2007
- Kubuś i przyjaciele, narrator, 2011

### Filmy zagraniczne
- Pijany mistrz, Rei, 1978
- 48 godzin, 1982
- Nico, Lukich, 1988
- Następne 48 godzin, 1990
- Wybraniec śmierci, 1990
- Dawno temu w Chinach, Rōshi-sama, 1991
- Nagi lunch, Hans, 1991
- Bliźniacze smoki, 1992
- Sneakers, 1992
- Ze śmiercią jej do twarzy, lekarz, 1992
- Na krawędzi, 1993
- Ścigany, Detektyw Kelly, 1993
- Uwolnić orkę, Wade, 1993
- Klient, sędzia Harry Roosevelt, 1994
- GoldenEye, Jack Wade, 1995
- Mary Reilly, ojciec Mary, 1996
- Titanic, Spicer Lovejoy, 1997
- Dr Dolittle, Archer Dolittle, 1998
- Łowcy wampirów, Kardynał Alba, 1998
- Wielki Joe, Andrei Strasser, 1998
- Podaj dalej, Thorsen, 2000
- Planeta małp, Pułkownik Attar, 2001
- Szara strefa, SS-Oberscharführer Erich Muhsfeldt, 2001
- Transporter 2, Stappleton, 2005
- Joshamee Gibbs w:
  - Piraci z Karaibów: Klątwa Czarnej Perły (2003)
  - Piraci z Karaibów: Skrzynia umarlaka (2006)
  - Piraci z Karaibów: Na krańcu świata (2007)
  - Piraci z Karaibów: Na nieznanych wodach (2011)

### Seriale zagraniczne
- Doktor Who, prezydent, 1963
- Dzieciaki, kłopoty i my, Jinbo Hinckley (odc. 17), 1985
- McCall, porucznik, 1985
- Prawnicy z Miasta Aniołów, Joseph Russell, 1986
- Zagubiony w czasie, (odc. 04), 1989
- Droga do Avonlea, 1990
- SeaQuest, Dr. Raleigh Young, 1993
- Z Archiwum X, 1993
- Ostry dyżur, Jenkins (odc. 259), Edoga (odc. 279), 1994
- Langoliery (Pożeracze czasu), Don Gaffney, 1995
- Mroczne niebo, Bob, 1996
- Sabrina, nastoletnia czarownica, (odc. 108), 1996
- Ally McBeal, Perry; William Lawler, 1997
- Bliźniaczki, Ojciec Conrad, 1998
- Prezydencki poker, Jack (odc. 51), 1999
- Bez śladu, (odc. 20), 2002
- Detektyw Monk, 2002
- Gotowe na wszystko, 2004
- Przekręt, (odc. 6), 2004
- Bracia i siostry, William Walker, 2006
- Prywatna praktyka, Larry Cannon, 2007